# 敘利亞-瑪拉巴禮天主教比傑諾爾教區
敘利亞-瑪拉巴禮天主教比傑諾爾教區（拉丁語：Eparchia Biinorensis）是東儀天主教的一個教區（敘利亞－瑪拉巴禮），受阿格拉总教区管轄。
教區位於印度北方邦西北部及北阿坎德邦中部，1972年3月23日建立代牧區，1977年2月26日升為教區。2009年有教友3,542名，佔轄區總人口百分之0.1。由八十三名司鐸名管理五十三個堂區。現任教區主教若望·瓦達凱爾。